# Brachymesia gravida
Brachymesia gravida là loài chuồn chuồn trong họ Libellulidae. Loài này được Calvert mô tả khoa học đầu tiên năm 1890.

## Hình ảnh

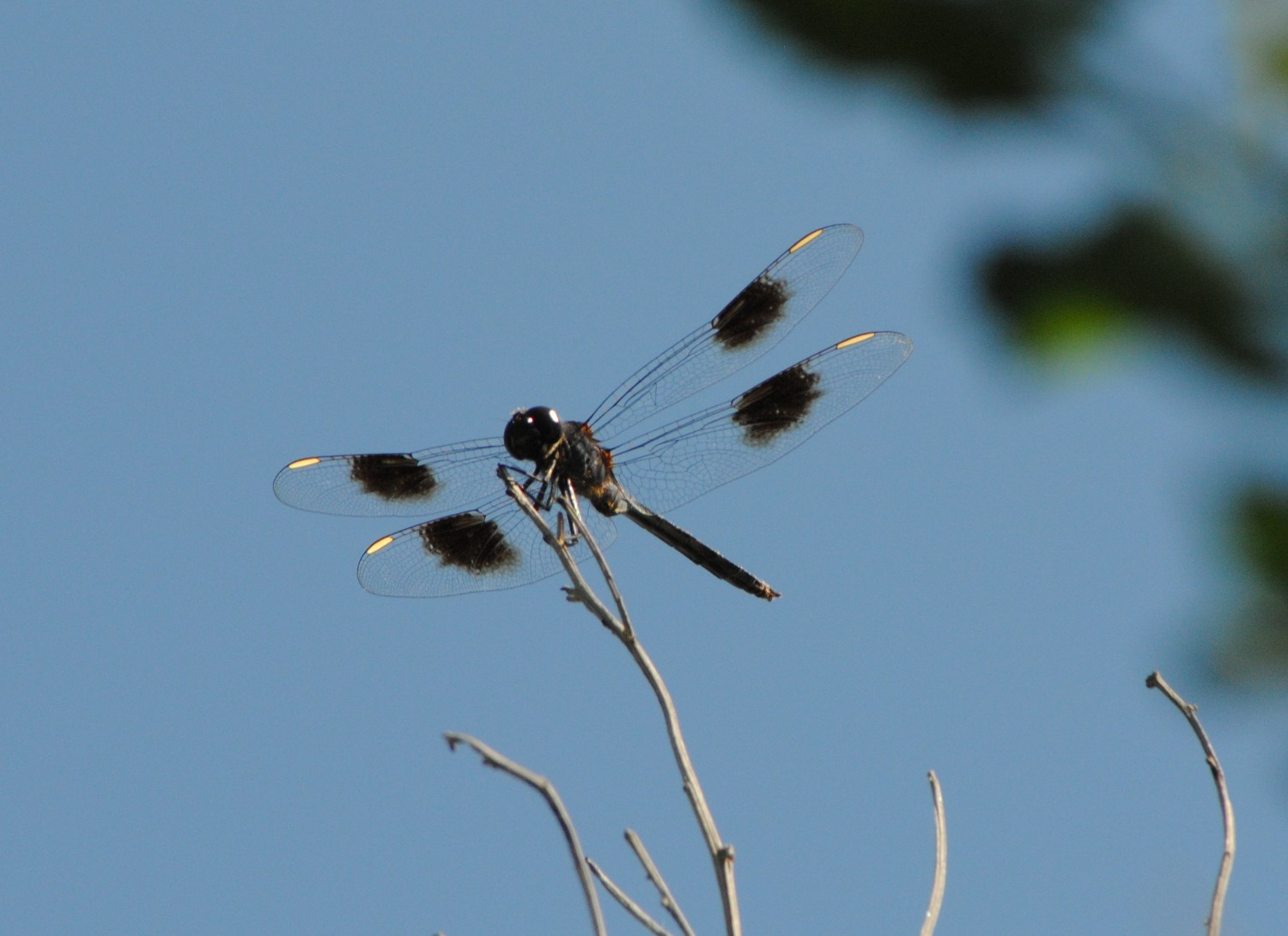